# Лансдейл, Джо
Джо Ричард Лансдейл (англ. Joe Richard Lansdale, род. 28 октября 1951 года) — американский писатель и инструктор по боевым искусствам. Работал в таких жанрах как хоррор, научная фантастика, мистика, вестерн и саспенс, также известен как сценарист и автор комиксов. Несколько его романов были адаптированы для кино и телевидения.
Лауреат Британской премии фэнтези, Американской премии ужасов, премии Эдгара Аллана По и одиннадцати премий Брэма Стокера.

## Биография
Джо Лансдейл родился 28 октября 1951 года в городе Глейдуотер, штат Техас. Позднее его семья переехала в город Накодочес. В возрасте 9 лет его заинтересовали принципы построения историй, и Лансдейл сделал подборку рассказов, поэм и собственных интерпретаций греческих и скандинавских мифов. Повзрослев, он решил посвятить себя научной фантастике, при этом продолжал интересоваться жанрами фэнтези и хоррор.
Первый роман Лансдейла так и не был опубликован и он начал писать рассказы. Лансдейл написал около 90 рассказов, но все они были отвергнуты издателями. Некоторые истории позднее, после редактирования, были всё же опубликованы. С ростом популярности он стал писать меньше рассказов и уделять больше времени романам, сценариям и комиксам. Помимо карьеры профессионального писателя Лансдейл
десятилетиями изучает боевые искусства, которые преподает в своей профильной школе Shen Chuan в Накодочесе. Он является членом Зала славы боевых искусств. Его дочь Кейси получила известность как исполнительница музыки кантри, сын Кейт работает журналистом и пишет сценарии.

## Экранизации
- Бабба Хо-Теп (фильм, 2002 г.)
- Инцидент на горной дороге и вне её (фильм, 2005 г.)
- Рождество с мертвецами (фильм, 2012 г.)
- Холод в июле (фильм, 2014 г.)
- Хэп и Леонард (телесериал, 2016—2018 гг.)